# Astragalus monteroi
Astragalus monteroi är en ärtväxtart som beskrevs av Ivan Murray Johnston. Astragalus monteroi ingår i släktet vedlar, och familjen ärtväxter. Inga underarter finns listade i Catalogue of Life.